# Karl Dietrich Bracher
Karl Dietrich Bracher (* 13. März 1922 in Stuttgart; † 19. September 2016 in Bonn) war ein deutscher Politikwissenschaftler und Historiker.
Er lehrte zunächst an der Freien Universität Berlin und war von 1959 bis 1987 Lehrstuhlinhaber für Wissenschaft von der Politik und Zeitgeschichte an der Rheinischen Friedrich-Wilhelms-Universität Bonn. Er trat wissenschaftlich vor allem als Totalitarismus- und Demokratieforscher hervor. In Bonn baute er das Seminar für Politische Wissenschaft auf. Bei ihm promovierten und habilitierten sich mehr als 130 Schüler; viele Beobachter sprechen von einer „Bonner Schule“. Bracher war zudem von 1965 bis 1967 Vorsitzender der Deutschen Vereinigung für Politische Wissenschaft und Mitherausgeber fachwissenschaftlicher Periodika. Er erhielt für seinen herausragenden Beitrag zur deutschen Politikwissenschaft zahlreiche nationale und internationale Auszeichnungen wie das Bundesverdienstkreuz und den Orden Pour le Mérite und war Gastprofessor im Ausland.

## Leben und Wirken

### Herkunft, Kriegsdienst und Gefangenschaft
Bracher entstammte einer evangelischen Familie des Bildungsbürgertums. Er wurde als Sohn des Gymnasiallehrers Theodor Bracher (1876–1955) und dessen Frau Gertrud, geb. Zimmermann (1891–1973), in Stuttgart geboren. Der Urgroßvater Wilhelm Pelargus, ein Mitglied der Kunstgießerfamilie Pelargus, war Hoferzgießer in Stuttgart. Brachers Vater arbeitete später als Abteilungsleiter im württembergischen Kultusministerium und war Mitglied in der linksliberalen DDP. Der Gründungsdirektor des Deutschen Literaturarchivs Bernhard Zeller war sein Vetter (Zellers Mutter Martha (1894–1983) und Brachers Mutter Gertrud waren Töchter des Pfarrers Karl Zimmermann und der Elise Pelargus). Bracher gehörte einer evangelischen Pfadfindergruppe an und ging auf das humanistische Eberhard-Ludwigs-Gymnasium.
Nach dem Abitur 1940 wurde Bracher zum Reichsarbeitsdienst und später zum Kriegsdienst in der Wehrmacht eingezogen. Im Mai 1943 geriet er in der Nähe von Tunis in amerikanische Kriegsgefangenschaft bis Februar 1946. In einem Internierungslager in Concordia im US-Bundesstaat Kansas  wurde er durch den kriegsgefangenen Historiker Adam Wandruszka unterrichtet.

### Studium in Tübingen und Harvard
Von 1946 bis 1949 absolvierte Bracher ein Studium der Alten und Neuen Geschichte sowie der Philosophie (u. a. bei Eduard Spranger), Klassischen Philologie (u. a. bei Otto Weinreich) und Literatur an der Eberhard Karls Universität Tübingen. 1948 wurde er bei Joseph Vogt mit der Dissertation Verfall und Fortschritt im Denken der frühen römischen Kaiserzeit mit summa cum laude zum Dr. phil. promoviert. 1949 bis 1950 absolvierte er einen Post-Doc-Aufenthalt an der Harvard University in Cambridge, Massachusetts; seine dortigen Studien waren interdisziplinär angelegt und brachten ihn in Kontakt mit renommierten Wissenschaftlern wie Arthur M. Schlesinger.

### Hochschullehrer in Berlin und Bonn und Seminaraufbau
Von 1950 bis 1955 war Bracher wissenschaftlicher Assistent bei Otto Stammer und stellvertretender Direktor des Instituts für Politische Wissenschaft an der Freien Universität Berlin. Außerdem war er Lehrbeauftragter an der Deutschen Hochschule für Politik in Berlin. Er wandte sich in dieser Zeit der Demokratie- und Totalitarismusforschung zu. Seine Habilitation erfolgte im Jahr 1955 bei Hans Herzfeld und Ernst Fraenkel an der FU Berlin mit der Arbeit Die Auflösung der Weimarer Republik. Eine Studie zum Problem des Machtverfalls in der Demokratie, die bis heute als Meisterwerk der Zeitgeschichtsschreibung gilt und unter anderem Aufnahme in die ZEIT-Bibliothek der 100 Bücher (Sachbücher) fand. Brachers Habilitation war die erste in Deutschland im Fach Politikwissenschaft. Von 1955 bis 1958 wirkte er in Berlin als Privatdozent für Politikwissenschaft und Neuere Geschichte. 1958 wurde er vorzeitig zum außerplanmäßigen Professor ernannt.
1959 wurde Bracher ordentlicher Professor für Wissenschaft von der Politik und Zeitgeschichte an der Rheinischen Friedrich-Wilhelms-Universität Bonn. Er baute dort mit seinem ersten Assistenten Hans-Helmuth Knütter, dem nachmaligen Professor Hans-Adolf Jacobsen und anderen das Seminar für Politische Wissenschaft auf.
Ab 1970 gab er mit Hans-Adolf Jacobsen die Schriftenreihe Bonner Schriften zur Politik und Zeitgeschichte heraus. Bracher ist vor allem mit Werken über die Weimarer Republik und die Zeit des Nationalsozialismus (Die deutsche Diktatur) sowie über die Geschichte Europas (Die Krise Europas) und der politischen Ideen (Zeit der Ideologien) im 20. Jahrhundert hervorgetreten. Dabei nahmen die Themenfelder Widerstand gegen den Nationalsozialismus und Politische Bildung einen wichtigen Raum ein.
Bracher blieb bis zu seiner Emeritierung 1987 in Bonn und lehnte Rufe nach Gießen, Hamburg, Cambridge (Harvard) und Florenz ab; Gastprofessuren und Fellowships nahm er u. a. in Stanford, Princeton, Oxford, Washington D.C., Kanada, Florenz, Tel Aviv, Japan, Paris und Schweden wahr.
Bracher war von 1981 bis 1987 Senator der Deutschen Forschungsgemeinschaft und beriet mehrere Forschungseinrichtungen, so die Technische Universität Dresden beim Aufbau des Hannah-Arendt-Instituts für Totalitarismusforschung.
Bracher war parteilos, unterhielt aber gute Kontakte in sämtliche Bundesregierungen.

### Bracher-Conze-Kontroverse
1957 löste eine kritische Rezension des Historikers Werner Conze zu Brachers Habilitationsschrift die sogenannte Bracher-Conze-Kontroverse aus. Conze warf Bracher in der Historischen Zeitschrift vor, das Präsidialkabinett von Heinrich Brüning fehlgeleitet als Ende der Weimarer Republik und damit als Weg in den totalitären NS-Staat gedeutet zu haben.

### Vorsitzender wissenschaftlicher Vereinigungen
Bracher war von 1962 bis 1968 Vorsitzender der Kommission für Geschichte des Parlamentarismus und der politischen Parteien. Von 1965 bis 1967 war er Vorsitzender der Deutschen Vereinigung für Politische Wissenschaft (DVPW). Von 1980 bis 1988 hatte er den Vorsitz des wissenschaftlichen Beirats des Instituts für Zeitgeschichte in München inne. Im Jahr 1983 gehörte er zu den Mitbegründern der Deutschen Gesellschaft für Politikwissenschaft (DGfP).

### Herausgeber
Bracher war Gründer und von 1960 bis 1969 Mitherausgeber der politikwissenschaftlichen Fachzeitschrift Politische Vierteljahresschrift und gehörte von 1978 bis 2008 zum Herausgeberkreis der Vierteljahrshefte für Zeitgeschichte. Er war als Herausgeber an den wissenschaftlichen Zeitschriften Deutsche Rundschau, Neue Politische Literatur, Zeitschrift für Politik und Journal of Contemporary History beteiligt.

### Mitgliedschaften
Er war Mitglied:
- der American Academy of Arts and Sciences
- der American Philosophical Society
- der British Academy
- der Deutschen Akademie für Sprache und Dichtung
- der Historischen Kommission zu Berlin
- der Kommission für Geschichte des Parlamentarismus und der politischen Parteien
- der Nordrhein-Westfälischen Akademie der Wissenschaften und der Künste
- der Österreichischen Akademie der Wissenschaften
- des PEN-Zentrums Deutschland[27]
- seit 1992 Mitglied des Ordens Pour le mérite für Wissenschaften und Künste.

### Ehrungen und Auszeichnungen
- 1973: Premio Acqui Storia
- 1980: Europäischen Bentinck-Preis
- 1982: Großes Verdienstkreuz der Bundesrepublik Deutschland
- 1987: Großes Verdienstkreuz mit Stern der Bundesrepublik Deutschland
- 1993: Verdienstorden des Landes Nordrhein-Westfalen[28]
- 1994: Ernst-Robert-Curtius-Preis für Essayistik und die Verdienstmedaille des Landes Baden-Württemberg
- 1997: Großes Verdienstkreuz mit Stern und Schulterband

Ihm wurden mehrere Ehrendoktorate verliehen:
- Dr. hum. lett. h. c. (Florida State)
- Dr. iur. h. c. (Graz)
- Dr. rer. pol. h. c. (FU Berlin)
- Dr. h.c. (Institut d’études politiques de Paris).

### Schüler
Promoviert wurden bei ihm 132 Schüler, darunter:
- Dieter Aderhold
- Ulrich von Alemann
- Wilfried von Bredow
- Ulrich Dübber
- Peter Eickenboom
- Stephan Eisel
- Erhard Forndran
- Markus Gestier
- Michael Th. Greven
- Hans-Dieter Heumann
- Hubertus Hoffmann
- Rudolf van Hüllen
- Peter Hüttenberger
- Michael J. Inacker
- Thomas Jansen
- Kurt Klotzbach
- Hans-Helmuth Knütter
- Christoph Konrad
- Ludger Kühnhardt
- Margarita Mathiopoulos (Doktorgrad später wieder entzogen)
- Friedhelm Mennekes
- Reinhard Meyers
- Susanne Miller
- Thomas Mirow
- Patrik von zur Mühlen
- Werner Müller
- Karlheinz Niclauß
- Friedbert Pflüger
- Günter Reichert
- Hans Karl Rupp
- Theo Schiller
- Wulf Schönbohm
- Hans-Ulrich Seidt
- Hildegard Stausberg
- Hans Vorländer
- Norbert Wiggershaus.[30]

Zudem betreute er zwölf Habilitanden u. a.:
- Wolfgang Bergsdorf
- Erhard Forndran
- Manfred Funke
- Peter Hüttenberger
- Hans-Adolf Jacobsen
- Karl Kaiser
- Paul Kevenhörster
- Hans-Helmuth Knütter
- Ludger Kühnhardt
- Karlheinz Niclauß[31]

Beobachter sprachen von einer „Bonner“ oder „Bracher-Schule“; Bracher lehnte diese Zuweisung aufgrund seines pluralistischen und integrativen Ansatzes ab. Außerdem sei es nie seine Intention gewesen, eine Schule aufzubauen.

### Familie
Bracher war seit 1951 verheiratet mit Dorothee, geb. Schleicher (* 1928), einer Tochter von Rüdiger Schleicher (1895–1945) und Ursula, geb. Bonhoeffer (1902–1983), einer Nichte von Dietrich Bonhoeffer.

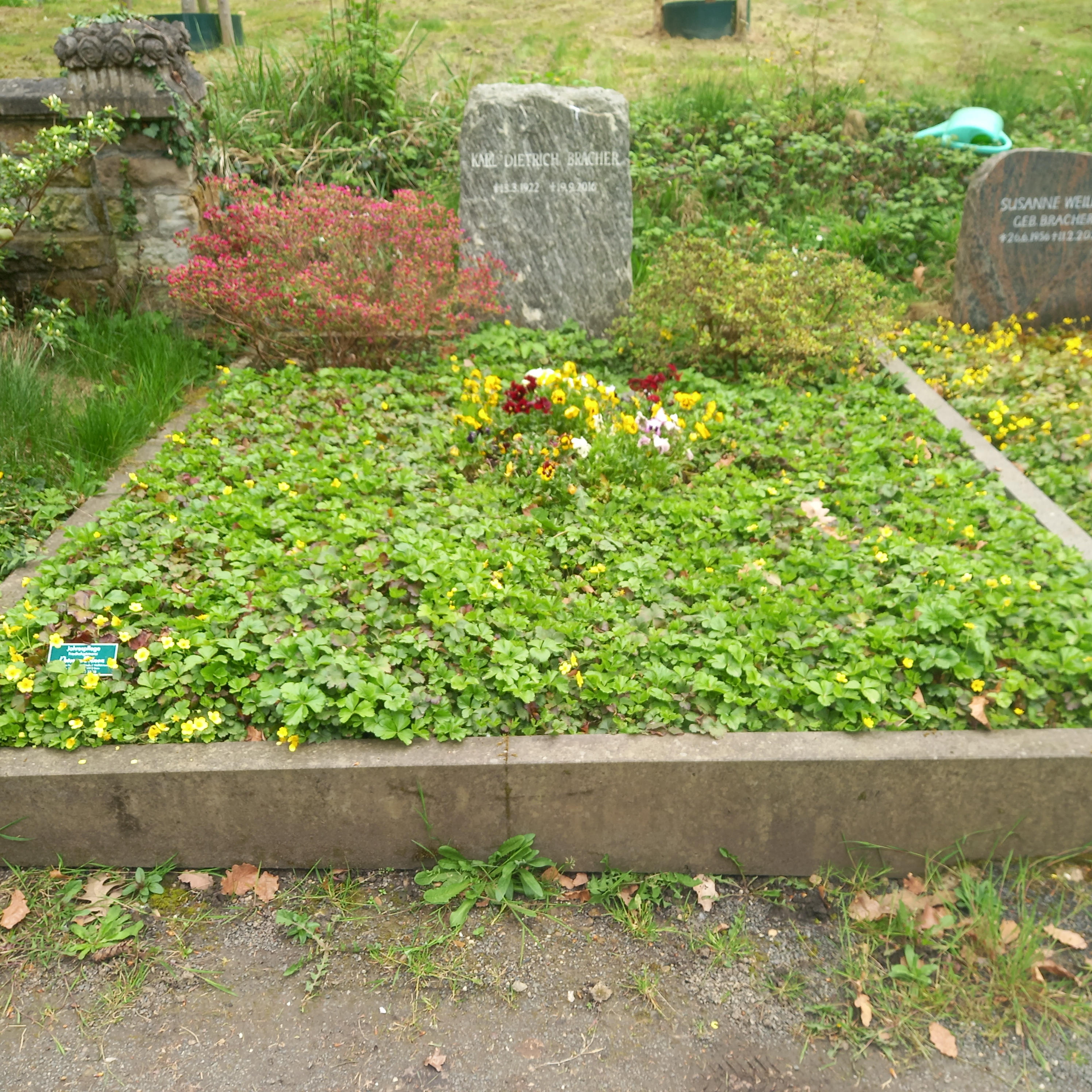
Das Grab von Karl Dietrich Bracher auf dem Poppelsdorfer Friedhof in Bonn

## Veröffentlichungen (Auswahl)
- Der Zerfall der Weimarer Republik. Untersuchungen über die deutsche Politik 1930–33. Berlin 1955; auch u.d.T.: Die Auflösung der Weimarer Republik. Eine Studie zum Problem des Machtverfalls in der Demokratie (= Schriften des Instituts für politische Wissenschaft, Band 4). Mit einer Einleitung von Hans Herzfeld. Ring-Verlag, Stuttgart 1955 (zugleich: Habilitationsschrift FU Berlin, Philosophische Fakultät, 1955 [Maschinenschrift], DNB 480093156), letzte Neuauflage als Droste-Taschenbücher Geschichte, Droste, Düsseldorf 1984, ISBN 3-7700-0908-8.
- Nationalsozialistische Machtergreifung und Reichskonkordat. Ein Gutachten zur Frage des geschichtlichen Zusammenhangs und der politischen Verknüpfung von Reichskonkordat und nationalsozialistischer Revolution. Hessische Landesregierung, Wiesbaden 1956.
- mit Wolfgang Sauer und Gerhard Schulz: Die nationalsozialistische Machtergreifung. Studien zur Errichtung des totalitären Herrschaftssystems in Deutschland 1933/34. Westdeutscher Verlag, Köln 1960.
- Deutschland zwischen Demokratie und Diktatur. Beiträge zur neueren Politik und Geschichte. Scherz, Bern / München 1964.
- Adolf Hitler (= Archiv der Weltgeschichte). Scherz, Bern u. a. 1964.
- Die deutsche Diktatur. Entstehung, Struktur, Folgen des Nationalsozialismus. Kiepenheuer & Witsch, Köln 1969; Ullstein-Taschenbuchausgabe, Berlin 1997, ISBN 3-548-26501-4.
- Das Deutsche Dilemma. Leidenswege der politischen Emanzipation. Piper, München 1971, ISBN 3-492-01923-4.
- mit Jürgen Brockstedt: Die Krise Europas 1917–1975 (= Propyläen-Geschichte Europas. Band 6), Propyläen, Frankfurt am Main 1976, ISBN 3-549-05796-2.
- Zeitgeschichtliche Kontroversen um Faschismus, Totalitarismus, Demokratie. Piper, München 1976, ISBN 3-492-00442-3.
- Geschichte und Gewalt. Zur Politik im 20. Jahrhundert. Severin und Siedler, Berlin 1981, ISBN 3-88680-024-5.
- Zeit der Ideologien. Eine Geschichte politischen Denkens im 20. Jahrhundert. DVA, Stuttgart 1982; erweiterte Neuausgabe 1984, ISBN 3-421-06114-9.
- Verfall und Fortschritt im Denken der frühen römischen Kaiserzeit. Studien zum Zeitgefühl und Geschichtsbewußtsein des Jahrhunderts nach Augustus (= Studien zu Politik und Verwaltung. Band 21). Böhlau, Wien u. a. 1987, ISBN 3-205-08909-X.
- Die totalitäre Erfahrung. Piper, München 1987, ISBN 3-492-03066-1.
- Wendezeiten der Geschichte. DVA, Stuttgart 1992, ISBN 3-421-06550-0.
- Geschichte als Erfahrung. Betrachtungen zum 20. Jahrhundert. DVA, Stuttgart 2001, ISBN 3-421-05444-4.

Herausgeberschaften
- mit Annedore Leber in Zusammenarbeit mit Willy Brandt: Das Gewissen steht auf. 64 Lebensbilder aus dem deutschen Widerstand 1933–1945. Mosaik, Berlin / Frankfurt am Main 1954, OCLC 604645729; Das Gewissen entscheidet. Bereiche des deutschen Widerstandes von 1933–1945 in Lebensbildern. Mosaik, Berlin / Frankfurt am Main 1957; veränderte Neuausgabe in einem Band v. Hase & Koehler, Mainz 1984, OCLC 498174645, ISBN 3-7758-1064-1 (in Verbindung mit der Forschungsgemeinschaft 20. Juli e. V.).
- mit Hans-Peter Schwarz: Schriftenreihe der Vierteljahrshefte für Zeitgeschichte. Oldenbourg, München 1960 ff.
- mit anderen: Geschichte der Bundesrepublik Deutschland. 5 Bände, DVA, Stuttgart 1981 ff.
- Deutscher Sonderweg. Mythos oder Realität? München 1982.
- mit Manfred Funke, Hans-Adolf Jacobsen: Nationalsozialistische Diktatur 1933–1945. Eine Bilanz. Düsseldorf 1983 (= Bonner Schriften zur Politik und Zeitgeschichte. Band 21).
- mit Manfred Funke, Hans-Adolf Jacobsen: Die Weimarer Republik 1918–1933. Politik, Wirtschaft, Gesellschaft. Düsseldorf 1987 (= Bonner Schriften zur Politik und Zeitgeschichte. Band 22).
- mit Manfred Funke, Hans-Adolf Jacobsen: Deutschland 1933–1945. Neue Studien zur nationalsozialistischen Herrschaft.  2. ergänzte Auflage, Droste, Düsseldorf 1993, ISBN 978-3-7700-0993-0 (= Bonner Schriften zur Politik und Zeitgeschichte. Band 23). 1993 auch als Ausgabe bei der Bundeszentrale für politische Bildung Bonn.
- mit Hans-Adolf Jacobsen, Volker Kronenberg, Oliver Spatz: Politik, Geschichte und Kultur. Wissenschaft in Verantwortung für die res publica. Festschrift für Manfred Funke zum 70. Geburtstag. Bouvier, Bonn 2009.